# 梅樂和

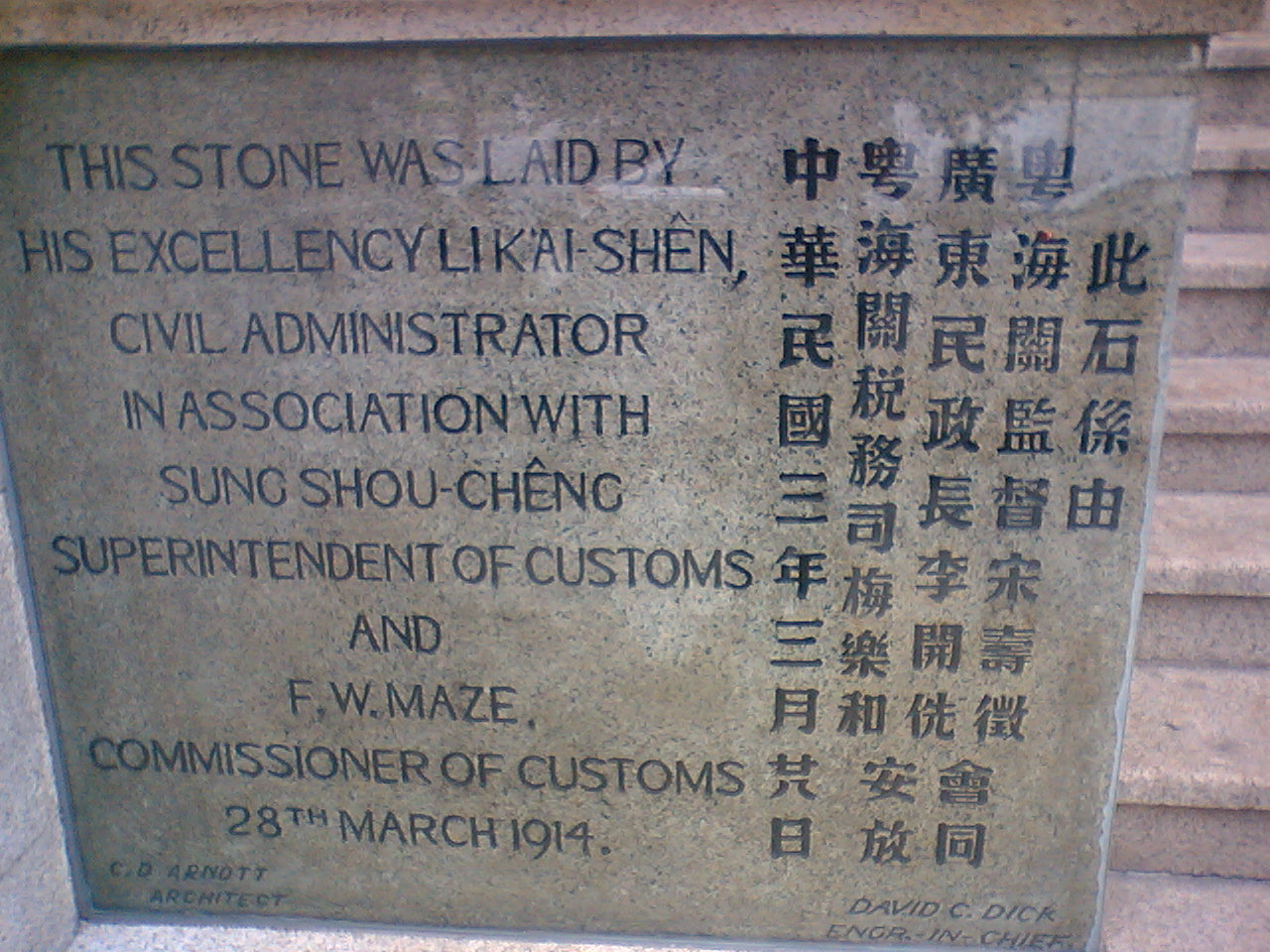
粵海關的奠基石

梅樂和爵士KCMG，KBE（Sir Frederick William Maze，1871年7月2日—1959年3月25日），英國北爱尔兰貝爾法斯特人，是第4任中國海關總稅務司。

## 生平
父親是一名經營亞麻生意的商人；其舅父赫德是第2任總稅務司。1891年，梅樂和來到中國，加入大清海關，歷任粵海關、津海關、江海關稅務司。民國17年10月（1928年10月）任副總稅務司；民國18年1月（1929年1月），任總稅務司。
對日抗戰時，部份地方海關隨國民政府撤退，部份被日方接收，但在重慶國民政府的默許下，梅樂和仍然留在上海擔任總稅務司，直至1941年12月太平洋戰爭爆發後，梅樂和才被日方拘捕，日方改以岸本廣吉為總稅務司。中方則以周驪（C. H. B. Joly）為代總稅務司。
民國32年（1943年），梅樂和獲釋，到重慶回任總稅務司。不久因病退休，與夫人移居加拿大卑詩省。1959年逝世。。

梅樂和設計的中國海關旗
梅樂和設計的中國海關總稅務司旗，沿用至今為財政部部長旗